# Marcus Engelhardt Møller
Marcus Engelhardt Møller (* 1. Dezember 2006) ist ein dänischer Basketballspieler.

## Werdegang
Engelhardt Møller wechselte im Dezember 2022 im Alter von 16 Jahren von den Hørsholm 79ers nach Spanien zu Unicaja Málaga. Er wurde zunächst in der Jugend und in Málagas zweiter Herrenmannschaft eingesetzt.

### Nationalmannschaft
Im November 2024 bestritt Engelhardt Møller sein erstes Länderspiel in der dänischen Herrenmannschaft und war in dem Qualifikationsspiel für die Europameisterschaft gegen Serbien mit 13 Punkten gleich der beste Korbschütze der Dänen.